# Vald’Yerre
Vald’Yerre (bis 31. Dezember 2022 Commune nouvelle d’Arrou) ist eine französische Gemeinde mit 3.608 Einwohnern (Stand 1. Januar 2022) im Département Eure-et-Loir in der Region Centre-Val de Loire. Sie gehört dort zum Arrondissement Châteaudun und zum Kanton Brou.
Sie entstand als Commune nouvelle mit Wirkung vom 1. Januar 2017 durch die Zusammenlegung von Arrou, Boisgasson, Châtillon-en-Dunois, Courtalain, Langey und Saint-Pellerin, die seither Communes déléguées sind. Arrou ist der Hauptort (Chef-lieu).

## Gliederung
| Ortsteil                  | ehemaliger INSEE-Code | Fläche (km²) | Höhenlage (m) |       | Dichte (Einw. je km²) |
| ------------------------- | --------------------- | ------------ | ------------- | ----- | --------------------- |
| Arrou (Verwaltungssitz)00 | 28012                 | 64,98        | 138–220       | 1.432 | 021,9                 |
| Boisgasson                | 28044                 | 07,50        | 148–161       | .0108 | 014,5                 |
| Châtillon-en-Dunois       | 28093                 | 37,19        | 144–182       | .0834 | 022,3                 |
| Courtalain                | 28115                 | 02,47        | 130–160       | .0656 | 258,3                 |
| Langey                    | 28204                 | 19,48        | 110–159       | .0355 | 018,0                 |
| Saint-Pellerin            | 28356                 | 13,68        | 126–162       | .0342 | 024,9                 |

## Lage
Vald’Yerre liegt im Westen des Départements Eure-et-Loir (28) und grenzt im Südwesten an das Département Loir-et-Cher (41).
Die Gemeinde hat – beginnend im Norden und im Uhrzeigersinn – folgende Nachbargemeinden (mit INSEE-Nummern):
- im Norden: Unverre (28398), Yèvres (28424), Gohory (28182),
- im Nordosten: Logron (28211),
- im Osten: Lanneray (28205) seit 2019 Ortsteil der Gemeinde Saint-Denis-Lanneray (28334),
- im Südosten: Saint-Hilaire-sur-Yerre (28340) seit 2017 Ortsteil der Gemeinde Cloyes-les-Trois-Rivières (28103),
- im Süden: Ruan-sur-Egvonne (41196) und Bouffry (41022),
- im Südwesten: Droué (41075) und Le Poislay (41179),
- im Westen: Le Gault-du-Perche (41096) sowie
- im Nordwesten: La Bazoche-Gouet (28027) und Chapelle-Royale (28079).

## Bevölkerungsentwicklung
| Gemeinde                   | Einwohnerzahlen (Census) |      |      |      |      |      |      |      |      |      |      |
| Gemeinde                   | 1962                     | 1968 | 1975 | 1982 | 1990 | 1999 | 2006 | 2008 | 2011 | 2013 | 2016 |
| -------------------------- | ------------------------ | ---- | ---- | ---- | ---- | ---- | ---- | ---- | ---- | ---- | ---- |
| Arrou                      | 2078                     | 1957 | 1841 | 1825 | 1777 | 1770 | 1686 | 1683 | 1653 | 1628 | 1554 |
| Boisgasson                 | 147                      | 146  | 124  | 126  | 108  | 114  | 112  | 110  | 110  | 110  | 118  |
| Châtillon-en-Dunois        | 1028                     | 967  | 813  | 752  | 739  | 716  | 745  | 753  | 780  | 819  | 842  |
| Courtalain                 | 601                      | 533  | 534  | 593  | 583  | 558  | 590  | 599  | 625  | 630  | 603  |
| Langey                     | 491                      | 429  | 357  | 363  | 297  | 315  | 348  | 352  | 357  | 352  | 351  |
| Saint-Pellerin             | 454                      | 368  | 320  | 305  | 316  | 319  | 351  | 364  | 355  | 346  | 340  |
| Commune nouvelle d'Arrou00 | 4799                     | 4400 | 3989 | 3964 | 3820 | 3792 | 3832 | 3861 | 3880 | 3885 | 3808 |
| Quelle: Cassini und INSEE  |                          |      |      |      |      |      |      |      |      |      |      |

Die (Gesamt-)Einwohnerzahlen von Vald’Yerre wurden durch Addition der bis Ende 2016 selbständigen Gemeinden ermittelt.